# ملک توفان
مُلکِ توفان (به ایسلندی: Rokland) یک فیلم با مضمون اجتماعی محصول ایسلند در سال ۲۰۱۱ است. کارگردان فیلم مارتین تورسون است.
این فیلم برپایه رمانی به همین نام نوشته هالگریمور هلگاسون ساخته شده است.
ملک توفان داستان مردی است تنها به نام «بودی» که در روستایی در شمال ایسلند زندگی می‌کند.
بودی از مادی‌گرایی و فردگرایی حاکم بر جامعه امروزی کشورش نفرت دارد در برابر دروغ‌ها و ناکامی‌ها سر به شورش می‌گذارد.

## داستان
«بودی» (Boddi) پس از ده سال تحصیل در آلمان به دهکده خود، دهکده کروکور در شمال ایسلند، بازمی‌گردد و به آموزگاری در دبیرستان می‌پردازد. او به همه چیز جامعه انتقاد دارد و در وبلاگش به این موضوعات می‌پردازد. او در وبلاگ خود از آرمان‌های فلسفی آلمان و عشق و شوری که در زمان وایکینگ‌ها در روح ایسلندی وجود داشت دفاع می‌کند.
چیزی نمی‌گذرد که او، هم‌چون قهرمان مورد علاقه‌اش در دوران وایکینگ‌ها یعنی گرتیر، در جامعه مطرود می‌شود. او می‌کوشد با بردن شاگردان به جزیره دوردستی که داستان گرتیر در آنجا به‌وقوع پیوسته و در موردی دیگر با تشویق آن‌ها به شنا در آب سرد دریا، شور و علاقه دوران وایکینگ‌ها را در آن‌ها زنده کند اما این اقداماتش با خشم والدین و هم‌چنین اخراجش از شغل معلمی روبه‌رو می‌شود.
زمانی که زنی از دوستان او می‌گوید که از «بودی» حامله است، «بودی» اول احساس کمی به این موضوع دارد اما رفته‌رفته مسئولیت‌هایی را در قبال بچه به عهده می‌گیرد و پیش خود این فرزند را گرتیر نامیده و امید به پرورش او در آینده می‌بندد، اما معلوم می‌شود که آن زن به او دروغ گفته و این کودک فرزند «بودی» نیست.
سرخوردگی‌هایی از این دست به علاوه ناکامی در شغل و زندگی و مرگ مادر «بودی» دست به دست هم می‌دهند تا او سوار بر اسبی شده و برای ایجاد «انقلابی» یک‌نفره به سوی پایتخت، ریک‌یاویک، به راه بیفتد تا مردم را از پوسیدگی که جامعه از درون دچار آن شده آگاه کند. این حرکت انقلابی در آغاز کار و در مسیر با دشواری همراه شده و نتیجه آن گروگان‌گیری افراد توسط «بودی» از سر درماندگی است که سرانجام به شلیک نیروهای انتظامی به او و مرگ او می‌انجامد.

## نام
خانه مادری «بودی» که او و برادر هم در آن زندگی می‌کنند به نام «مُلک توفان» معروف است زیرا چند سال پیش از آن توفان سقف خانه را خراب کرده بود. این خانه که نمادی از قدیم است توسط یک فرد پولدار و مادی‌گرای شهری خریده می‌شود. «بودی» با فروش این خانه پس از مرگ مادرش موافق نیست اما برادرش که به دنبال پول و شهرت است وی را به این کار وادار می‌کند.